# Anotylus exiguus
Anotylus exiguus är en skalbaggsart som först beskrevs av Wilhelm Ferdinand Erichson 1840.  Anotylus exiguus ingår i släktet Anotylus och familjen kortvingar. Inga underarter finns listade i Catalogue of Life.